# Toyota Gaia
Der Toyota Gaia ist ein Van, den Toyota seit Mai 1998 ausschließlich für den japanischen Markt fertigte. Seine Konkurrenten waren dort der Nissan Prairie und der Honda Shuttle. Im September 2004 ersetzte ihn der Isis. Der Gaia hatte die gleiche Plattform wie der Ipsum und der Corona Premio.
Der Gaia wurde mit drei Antriebsvarianten angeboten: Frontantrieb mit 2,0-Liter-Benzinmotor (anfangs 3S-FE, ab April 2001 auch mit 1AZ-FSE), Allradantrieb mit 2,0-Liter-Benzinmotor (anfangs 3S-FE, ab August 2002 auch mit 1AZ-FSE), und Frontantrieb mit 2,2-Liter-Turbodiesel (3C-TE). Der Benzinmotor 3S-FE ist ein 2,0-Liter-R4-Vierventiler mit DOHC und leistet 99 kW, der später angebotene 1AZ-FSE ein 2,0-Liter-R4-Vierventiler mit Direkteinspritzung, der 112 kW leistet. Der Turbodiesel 3C-TE ist ein 2,2-Liter-R4-Vierventiler, der 69 kW leistet. 4-Gang-Automatikgetriebe mit Lenkradschaltung und Klimaautomatik sind serienmäßig. In allen drei Antriebsvarianten konnte man zwischen der Ausstattung als 7-Sitzer oder 6-Sitzer (mit zwei getrennten Einzelsitzen in der zweiten Sitzreihe) wählen. Die Lehnen in der zweiten und dritten Sitzreihe können einzeln nach vorn umgelegt werden, um den Gepäckraum entsprechend zu vergrößern.
Optionale Extras sind Dachreling, Schiebedächer ("moon roof") vorn und hinten, Frontspoiler, Nebelscheinwerfer etc.
Die Allrad-Technologie der 4WD-Gaia-Modelle namens "Active Torque Control" wird seit 2006 auch im Toyota RAV4 (dritte Generation) eingebaut. Auch wenn der "4WD-Automodus" per Tastendruck aktiviert wird, fährt das Fahrzeug fast nur im Frontantriebsmodus: die Hinterachse und ihr Differential werden nur bei Bedarf, der von der Elektronik über die Drehzahl-Sensoren (die auch ABS benutzt) in den Rädern erkannt wird, mittels einer magnetoelektrischen Ölscheibenkupplung angekoppelt – erforderlichenfalls mehrmals pro Sekunde. Mit nur 155 mm Bodenfreiheit und langem Radstand ist der 4WD-Gaia für Offroad wenig geeignet, seine Allradstärke zeigt sich auf der Straße in Schnee und Matsch sowie auf Sandstränden.
Modellpflege 1998–2004:
- 2000 April: optionales Multi-AV-System (CD-gestützte Navigation mit GPS und VICS, Fernsehen, 6 Lautsprecher, CD-Player, Rückfahrkamera).
- 2001 April: Upgrade des Benzinmotors der Frontantriebsversion auf den stärkeren 1AZ-FSE und Upgrade des optionalen Multi-AV-Systems auf DVD-gestützte Navigation sowie kleines Facelifting (Kühlergrill und hintere Lampenumrandung).
- 2002 April: mittlere Bremsleuchte wandert von der Fondablage serienmäßig als LED-Leiste in den Dachspoiler (dies war vorher optional)
- 2002 August: Upgrade des Benzinmotors auch der Allrad-Version auf den stärkeren 1AZ-FSE.
- 2004 September: Einstellung der Produktion.

Der Wagen wurde nach der altgriechischen Erdgöttin Gaia (auch: Γαîα, Gæa oder Gea) benannt.

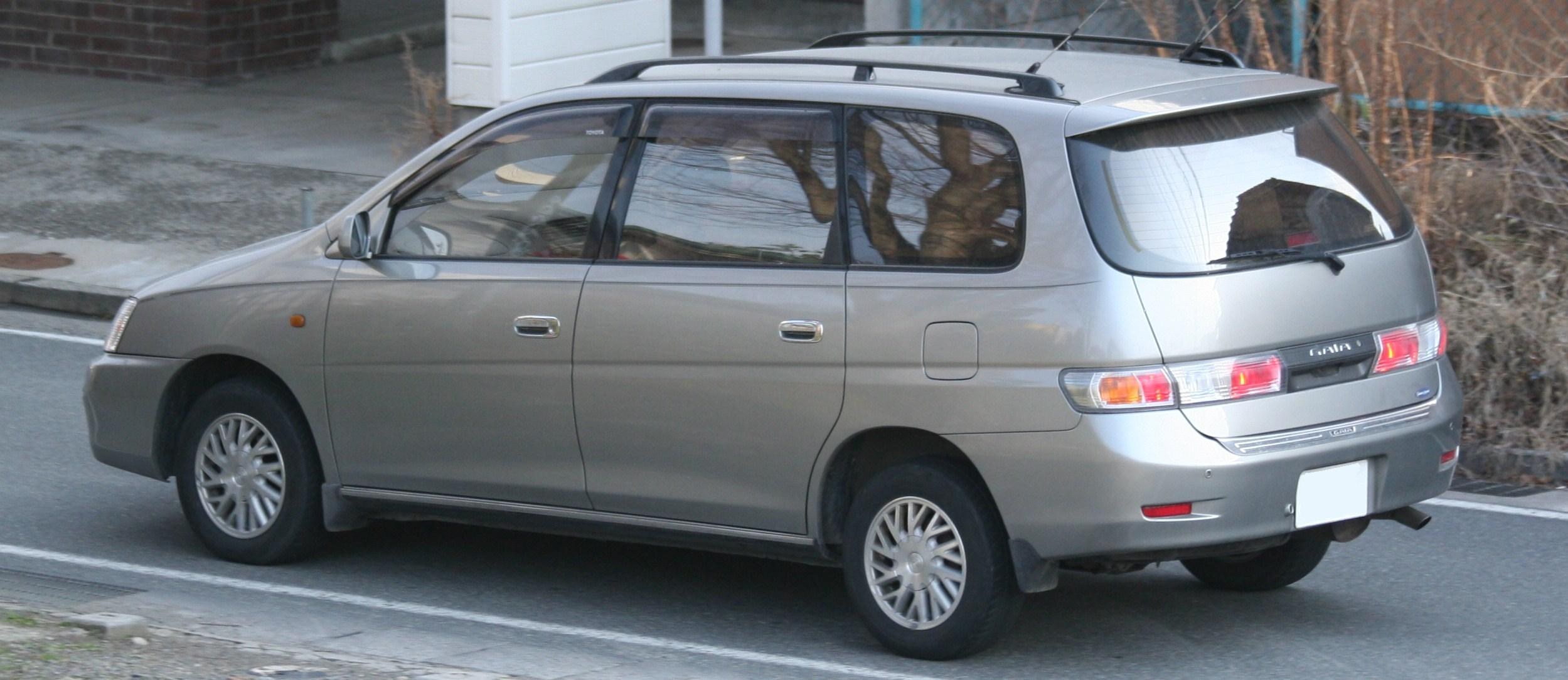
Toyota Gaia
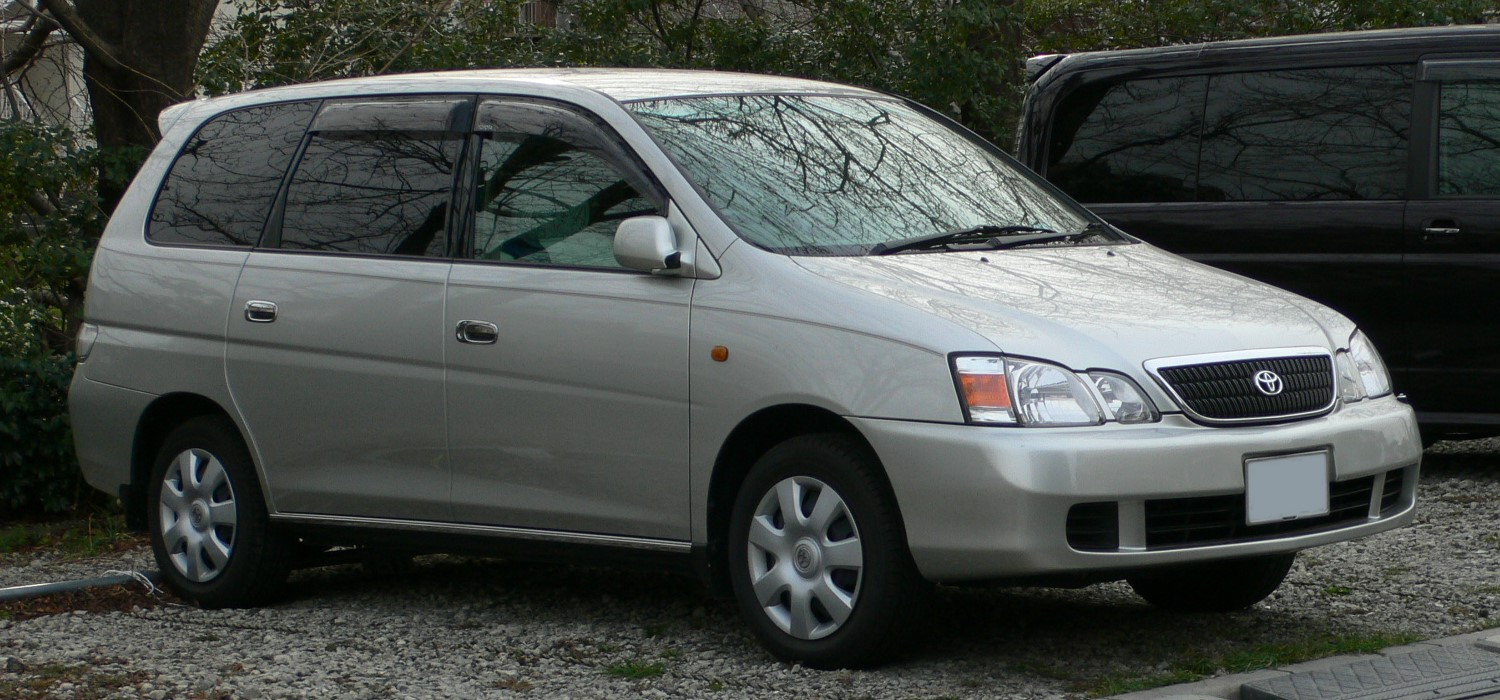
Toyota Gaia (2001)